# Младен Дабанович
Младен Дабанович (Марибор, 13. септембар 1971) је бивши словеначки професионални фудбалер који је играо на позицији голмана. Представљао је своју земљу на два велика турнира за која су се квалификовали, Европском првенству 2000. и Светском првенству 2002.

## Играчка каријера

### Клубови
Дабанович је одрастао у Словенским Коњицама и почео да игра фудбал за локалну Дравињу. Професионалну каријеру започео је у Марибору и Рудару Велење, да би 1999. године прешао у белгијски Спортинг Локерен. У јануару 2004. вратио се у Словенију где је четири сезоне играо за птујску |Драву.
Ради као тренер голмана у Алуминију.

### Репрезентација
Дабанович је дебитовао за Словенију на пријатељској утакмици у августу 1998. у гостима против Мађарске, ушавши у 46. минуту као замена за стандардног Марка Симеуновича, и одиграо је укупно 25 утакмица. Био је први голман Словеније на финалном турниту Еура 2000 и играо је у сва три меча у групи. Такође је играо за Словенију у њиховој групној утакмици против Парагваја на финалном турниру ФИФА Светског првенства 2002. Његова последња интернационална утакмица била је квалификациона утакмица за Европско првенство у новембру 2003. против Хрватске.

## Успеси

### Играчки
Марибор.
- Куп Словеније: првак 1991–92, 1993–94.

Рудар Велење
- Куп Словеније: првак 1997–98.